# Lastaurus lugubris
Lastaurus lugubris là một loài ruồi trong họ Asilidae. Lastaurus lugubris được Macquart miêu tả năm 1846.